# Rosemary Plexiglas
Rosemary Plexiglas è il secondo album degli Scisma, il primo non autoprodotto e pubblicato per la EMI.

## Il disco
Caratterizzato dalle timbriche dei due cantanti, da un lato la voce di Paolo Benvegnù, in contrasto sonoro con quella di Sara Mazo, contiene orchestrazioni, testi con elementi poetici (che non disdegnano il nonsense) e vede un gruppo molto affiatato composto da sei elementi, che si pone come esemplificazione delle sculture jazz (in senso lato) come nella title track.
Gli altri brani, passano dalle asperità di Completo alla schizofrenia di PSW, contenente ritmiche spezzate e un testo semi-declamato, senza cedimenti strutturali, ed impreziosito da improvvise esplosioni sonore ed incursioni nella lingua inglese, ai toni soffusi de L'equilibrio o alle allucinazioni di 84.

## Tracce
1. Rosemary Plexiglas
2. Completo
3. Loop 43
4. Psw
5. Negligenza
6. Centro
7. Svecchiamento
8. Videoginnastica
9. L'autostrada
10. L'equilibrio
11. 84
12. Golf
13. Nuovo
14. Poco incline ai r.f.

## Formazione
- Paolo Benvegnù - voce, chitarra, campionatore
- Sara Mazo - voce, cori, chitarra
- Diego De Marco - chitarra
- Giorgia Poli - basso
- Michela Manfroi - tastiera, pianoforte, campionatore
- Danilo Gallo - batteria

Altri musicisti
- Francesco Cellini - violoncello